# Le Peuple des rennes (roman)
Le Peuple des rennes (titre original : The Reindeer People) est un roman de fantasy de l'écrivaine américaine Megan Lindholm, plus connue sous le nom de Robin Hobb, et publié aux États-Unis en 1988 et en France en 2005. Il est le premier volume du diptyque Le Peuple des rennes.

## Résumé
Tillu, guérisseuse ayant seule la charge de son enfant Kerleu, vit de sa science et de la chasse en cherchant la tribu qui pourrait l'accueillir en acceptant son statut de mère célibataire ainsi que le côté différent de son fils, asocial et sujet à d'étranges visions. Sa rencontre avec Heckram, chasseur et éleveur de la tribu du peuple des rennes, sera peut-être le signe tant attendu de son intégration.

## Éditions
- The Reindeer People, Ace Books, 1er avril 1988, 268 p.  (ISBN 0-441-71233-9)
- Le Peuple des rennes, Le Pré aux clercs, coll. « Fantasy », 21 avril 2005, trad. Maryvonne Ssossé, 327 p.  (ISBN 978-2-84228-196-0)
- Le Peuple des rennes, Pocket, coll. « Fantasy » no 5904, 12 mars 2008, trad. Maryvonne Ssossé, 420 p.  (ISBN 978-2-266-16034-6)
- Le Peuple des rennes, in volume Le Peuple des rennes - L'Intégrale, Le Pré aux clercs, coll. « Fantasy », 3 mai 2012, trad. Maryvonne Ssossé, 694 p.  (ISBN 978-2-84228-495-4)
- Le Peuple des rennes, in volume Le Peuple des rennes - L'Intégrale, Pocket, coll. « Fantasy » no 7138, 10 octobre 2013, trad. Maryvonne Ssossé, 554 p.  (ISBN 978-2-266-24074-1)
- Le Peuple des rennes, in volume Le Peuple des rennes, ActuSF, 9 juillet 2021, trad. Maryvonne Ssossé, 500 p.  (ISBN 978-2-37686-372-4)